# Christine Majerus
Christine Majerus (ur. 25 lutego 1987 w Luksemburgu) – luksemburska kolarka szosowa i przełajowa, czterokrotna medalistka mistrzostw świata.

## Kariera
Pierwszy sukces w karierze osiągnęła w 2007 roku, kiedy zdobyła złoty medal w indywidualnej jeździe na czas podczas szosowych mistrzostw kraju. Trzy lata później oprócz zwycięstwa w indywidualnej jeździe na czas wygrała także wyścig ze startu wspólnego i została mistrzynią kraju w kolarstwie przełajowym. 
Podczas szosowych mistrzostw świata w Richmond w 2015 roku razem z zespołem Boels-Dolmans wywalczyła srebrny medal w drużynowej jeździe na czas. W tej samej konkurencji zdobyła następnie złoto na MŚ w Doha w 2016 roku oraz srebro podczas MŚ w Bergen w 2017 roku i MŚ w Innsbrucku rok później.
Podczas igrzysk olimpijskich w Londynie w 2012 roku zajęła 21. miejsce w wyścigu ze startu wspólnego. Na rozgrywanych cztery lata później igrzyskach w Rio de Janeiro była osiemnasta w tej konkurencji, a w indywidualnej jeździe na czas zajęła 22. miejsce. Ponadto na igrzyskach olimpijskich w Tokio w 2020 roku zajęła 20. miejsce w wyścigu ze startu wspólnego i 21. w indywidualnej jeździe na czas.
Na igrzyskach w Tokio była chorążym reprezentacji Luksemburga.